# 大反彈
大反彈（big bounce）是說明宇宙起源的假说之一。大反弹最初是作为大爆炸的循环模型的一个阶段提出的，認為宇宙的形成乃是不停重複大爆炸和大擠壓的過程。也就是說宇宙是一直不停地收縮和膨脹。因此我們所說的宇宙的起源（也就是大爆炸）可能只是上一次宇宙大擠壓所造成的後果。1980年代初，随着大尺度结构观测的进展，出现了解决视界问题的宇宙暴胀说，人们开始认真考虑这问题。
暴胀将是永恒的，创造了无数具有不同典型性质的宇宙，因此可观测宇宙的性质是偶然的。大反弹等概念是解决视界问题的另一种可预测、可证伪方案。截至2022年，研究仍在进行。

## 膨胀与收缩
大反弹认为，大爆炸是膨胀期的开端，之后将是收缩期。这样看，可以说大挤压紧接着一次大爆炸，整体是一次大反弹。这说明，我们可能生活在无限宇宙序列上的任意一点，也可能是端点。不过，若将“反弹之间”（“原始原子假说”）的条件完全考虑在内，那么这种列举可能没有意义了：倘若这种循环是绝对、无别的，那么这种条件在每个例子中都可能代表时间中的奇点。
大反弹量子理论背后的主要观点是，密度接近无穷大时，量子泡沫的行为会发生变化，所有基本物理常数（如真空光速）在大挤压间不一定不变，在小于极短时间间隔（普朗克时间）内便可能跨越拐点。

## 历史
威廉·德西特、卡尔·冯·魏茨泽克、George McVittie、乔治·伽莫夫（强调“从物理学角度来看，我们必须完全忘记坍缩前的时期”）等宇宙学家主要从美学角度认可了大反弹模型。
1980年代初，观测宇宙学的精度和范围不断扩大，揭示了宇宙的大尺度结构是平坦、均匀、各向同的，后来总结为宇宙论原则，适于大约3亿光年以外的尺度。人们逐渐发现，需要解释为什么宇宙中遥远的区域会有相同的特性，却没有类似于光的交流。一种解释是，早期宇宙有一段指数膨胀期，即宇宙暴胀。
暴胀理论的各种表述与详细含义很快成为理论界深入研究的主题。由于没有有力的竞争者，暴胀理论成为解决视界问题的主要理论。
1965年，阿诺·彭齐亚斯和罗伯特·伍德罗·威尔逊发现了宇宙微波背景，公众对大爆炸模型的认识随之提高。“大反弹”首次见于1969年埃尔莫尔·伦纳德创作的小说《大反弹》。1987年，Wolfgang Priester & Hans-Joachim Blome在《宇宙与世界》（Stern und Weltraum）上发表的论文题目提出了大反弹说（德语）。次年，Iosif Rozental《大爆炸，大反弹》（Big Bang, Big Bounce，一部俄语书的英译本）将这词引入了英语。1991年Priester & Blome在《天文学与天体物理学》（Astronomy and Astrophysics）发表了一篇论文（英语）。
宇宙早期存在大反弹的观点在基于圈量子重力的研究中得到了不同的支持，圈量子宇宙学是其分支。2006年2月，宾夕法尼亚州立大学的阿贝·阿希提卡、Tomasz Pawlowski、Parampreet Singh等人首次在各向同均匀模型中构造了大反弹。这结果已被不同小组推广到其他各种模型，如空间曲率、宇宙学常数、各向异性与Fock量子化不均匀情形。
宾夕法尼亚州立大学物理助教授Martin Bojowald在2007年7月发表了一份研究报告，详细介绍了与圈量子重力有关的工作，声称可用数学方法解决大爆炸前的时间问题，这将为振荡模型和大反弹理论赋予新的可能。
大爆炸论的主要问题是，大爆炸瞬间存在体积为零、能量无穷大的引力奇点。这通常被解释为我们所知的物理学的终结，这种情况下是广义相对论的终结。人们期待量子效应能回避奇点。
圈量子宇宙学研究声称，先前的宇宙没有坍缩到奇点，而是之前的某点，当中引力的量子效应变得过于强烈，使宇宙反弹回来，形成新的分支。整个坍缩与反弹过程中，演化都是单一的。
Bojowald还认为，之前宇宙的某些性质也可以确定；由于不确定原理，也有些性质无法确定。不同研究小组对这结果提出了质疑，指出由于不确定性原理对涨落的限制，在整个反弹过程中，相对涨落的变化受到了强烈制约。
虽然大反弹的存在仍有待圈量子重力的证明，但其主要特征的稳健性已由圈量子宇宙学的精确结果与数值模拟研究得到证实。
2006年，有人提出，圈量子重力技术可用于大爆炸宇宙学，这样会有不需要循环的反弹。
2010年，罗杰·彭罗斯提出了一种基于广义相对论的理论，称之为“共形循环宇宙学”。其中，宇宙会不断膨胀，直到所有物质都衰变为光子。由于宇宙中的所有事物都不再有相关的时间或距离尺度，其将与大爆炸变得完全相同，于是就产生一种大挤压，成为下一次大爆炸，进入下一轮循环。
2011年，Nikodem Popławski指出，非奇点的大反弹自然出现在引力的爱因斯坦-嘉当-Sciama-Kibble理论中。该理论去除了仿射连接对称性的限制，并将其反对称部分（扭率张量）视作动力学变量，从而推广了广义相对论。扭率与狄拉克旋子间的最小耦合产生了旋旋相互作用，在密度极高的费米子物质中非常重要，避免了不合物理原理的大爆炸奇点，代之以在有限小尺度因子上的尖点状反弹，而在此之前，宇宙一直在收缩。这也是为什么现在的宇宙在最大尺度上看起来平坦、均匀、各向同，为暴胀提供了替代。
2012年，在标准爱因斯坦引力框架内构建了一种新的非奇异大反弹理论。这理论结合了物质反弹和火宇宙论的优点，特别是在均匀各向同背景宇宙学解中，BKL不稳定性对各向异应力之增长也不稳定，而这理论解决了这个问题。此外，物质收缩中的曲率扰动可以形成近乎标度不变的原始功率谱。从而为解释宇宙微波背景（CMB）观测提供了一致的机制。
有资料认为，大爆炸后不久就出现了难以解释其巨大体积的超大质量黑洞，如ULAS J1342+0928，可能是在大反弹之前形成的。

## 阅读更多
- 吴亚波，吕剑波，李松，杨秀一. The evolution of the reconstructing five-dimensional cosmological model with a big bounce五维大反弹宇宙学模型的重建及其相关宇宙学量的演化． （页面存档备份，存于）
- 奥秘新解:宇宙源于"大反弹"．  （页面存档备份，存于）
- 净梵. 宇宙可能起源于"大反弹"． （页面存档备份，存于）
- 宇宙源于反复膨胀收缩的"大反弹"． （页面存档备份，存于）

- Angha, Nader (2001). Expansion & Contraction Within Being (Dahm). Riverside, California: M.T.O Shahmaghsoudi Publications. ISBN 0-910735-61-1.
- Bojowald, Martin. . Scientific American. 2008, 299 (October 2008): 44–51. Bibcode:2008SciAm.299d..44B. PMID 18847084. doi:10.1038/scientificamerican1008-44.
- Magueijo, João. . Cambridge, Massachusetts: Perseus Publishing. 2003. ISBN 978-0-7382-0525-0 （美国英语）.
- Taiebyzadeh, Payam (2017). String Theory; A unified theory and inner dimension of elementary particles (BazDahm). Riverside, Iran: Shamloo Publications Center. ISBN 978-600-116-684-6.